# Jean d'Andelot
Jean d'Andelot, né dans le Comté de Bourgogne vers 1500 et mort à Bruxelles le 26 décembre 1556, est un militaire et diplomate comtois au service de Charles Quint dont il est l'un des plus proches conseillers. Il fait partie des comtois qui servirent à la cour de l'empereur.

## Biographie
On ne connait pas les premières années de la vie Jean d'Andelot. Il est issu d'une grande famille du Jura, qui possède de nombreux fiefs et dont le berceau est situé à Andelot en Montagne. Il est le fils de Simon d'Andelot et d'Henriette de Cornon. Son grand-père, Guillaume, était capitaine-châtelain du Château de Gray et chevalier de Saint-Georges. Il a un frère, Pierre, qui deviendra abbé de Bellevaux.
Il semblerait qu'il débute comme page à la cour de Charles Quint. Les premières traces de sa carrière militaire remontent en 1525 à la bataille de Pavie où il combat en personne François Ier qui le blesse à la joue par un coup d'épée. Il contribue ensuite largement à sa capture.
Il est envoyé contre les turcs en Hongrie en 1532 puis il fait partie de l'expédition de Tunis trois ans plus tard. En 1538 il est envoyé pour la première fois en mission diplomatique auprès de Marguerite de Parme pour lui faire épouser Octave Farnese. Le comtois réussit sa mission et pour le remercier, Charles Quint le fait Baron de Jonvelle et Bailli (gouverneur) de la ville de Dole en 1539. Pour les quelques années qu'il passe en Franche-Comté, il y mène une vie simple consacrée aux loisirs et à la chasse. Il réside principalement dans les villes de Dole et de Pesmes où il fréquente le plus souvent son beau-frère Claude de Scey et la bourgeoisie locale plutôt que la noblesse.
Toujours au service de l’empereur, il est envoyé ensuite plusieurs fois en mission diplomatique auprès de François Ier et des papes Clément  VII et Paul III.
Il participe ensuite à la plupart des guerres européennes de son époque où il s'illustre dans de nombreuses batailles comme à Gand en 1540 à Alger en 1541 ou à Metz en 1553. À la bataille de Renty, il se distingue en protégeant l’empereur au cours de la bataille. Il devient un des plus proches conseillers de Charles Quint. Il accompagne même ce dernier à Innsbruck lorsqu'il rédige son testament, le 4 janvier 1552. Il est choisi parmi les quelques personnes qui entourent l'empereur pour accompagner dans sa retraite à Yuste. Mais sa mort, la veille du départ le 26 décembre 1556, l'en empêche. Son corps est ramené en Franche-Comté et il est inhumé dans l'église Saint-Hilaire de Pesmes.
De son vivant Jean d'Andelot connut une grande renommée. L'écrivain franc-comtois Gilbert Cousin le décrit en 1552 comme « Un chevalier illustre qui est en même temps habile dans l'art militaire, célèbre par ses exploits et sa valeur guerrière, il a été chargé par l'empereur de la garde la ville de Dole ».

## Descendance
Il se marie deux fois: la première fois avec Philipotte du Bois de Hoves, du Hainaut, de qui il a deux enfants, puis en 1548 avec Guillemette d'Igny, veuve de Claude de la Baume : 
Du premier mariage: 
- Georges d'Andelot, baron de Jonvelle, gouverneur de Dole, gentilhomme de la maison impériale marié avec Honorine de L'Esclatière, s'installe aux Pays-Bas[1]
- Jean-Baptiste d'Andelot, seigneur de Myon, maréchal de camp et gentilhomme de bouche de Philippe II. Fonde la branche des Andelot D'olans[1]
- Pierre d'Andelot, seigneur de Hoves et de Fleurey les Faverney, marié avec Marie Carondolet, s'est établi en Belgique. Au service du prince d'Orange, mort le 1er juin 1568 décapité à Bruxelle  sa branche s'éteint à la fin du XIXe siècle[10].

De son second mariage:
- Gaspard d'Andelot, chevalier, seigneur de Chemilly, au service de Don Juan d'Autriche, participa à la bataille de Lépante[1]
- Claire d'Andelot, marié à Claude de Pointviller
- Louise d'Andelot, dame de Chemilly, mariée au baron Constantin de Pottvillers

## Titres
- Chevalier d'Andelot
- Baron de Jonvelle (1539)
- Seigneur de Myon, de Chemilly, et Fleurey lès Faverney
- Noble du Saint-Empire, par lettres patentes de Charles Quint (1550)[11]

## Armes

Armoiries de Jean d'Andelot

- Blason: Échiqueté d'argent et d'azur, au lion de gueules, armé, lampassé et couronné d'or, brochant sur le tout.
- Cimier: Un léopard lionné, timbré et couronné d'or
- Support: Deux sauvages de carnation armés de leur massue.[12]
- Devise: Fidelis iusque ad mortem et ultra[1]